# (5175) Ables
(5175) Ables (1988 VS4) – planetoida z pasa głównego asteroid okrążająca Słońce w ciągu 2,76 lat w średniej odległości 1,97 j.a. Odkryta 4 listopada 1988 roku.